# Roteberg
Roteberg – miejscowość (tätort) w Szwecji, w regionie administracyjnym (län) Gävleborg, w gminie Ovanåker.
Według danych Szwedzkiego Urzędu Statystycznego liczba ludności wyniosła: 379 (31 grudnia 2015), 394 (31 grudnia 2018) i 384 (31 grudnia 2019).